# توماس إي. ستيفنز
توماس إي. ستيفنز (بالإنجليزية: Thomas E. Stephens)‏ هو عسكري أمريكي، ولد في 18 أكتوبر 1903 في جزيرة أيرلندا في المملكة المتحدة، وتوفي في 15 مايو 1988 في كليرواتر في الولايات المتحدة.